# Ole Danbolt Mjøs

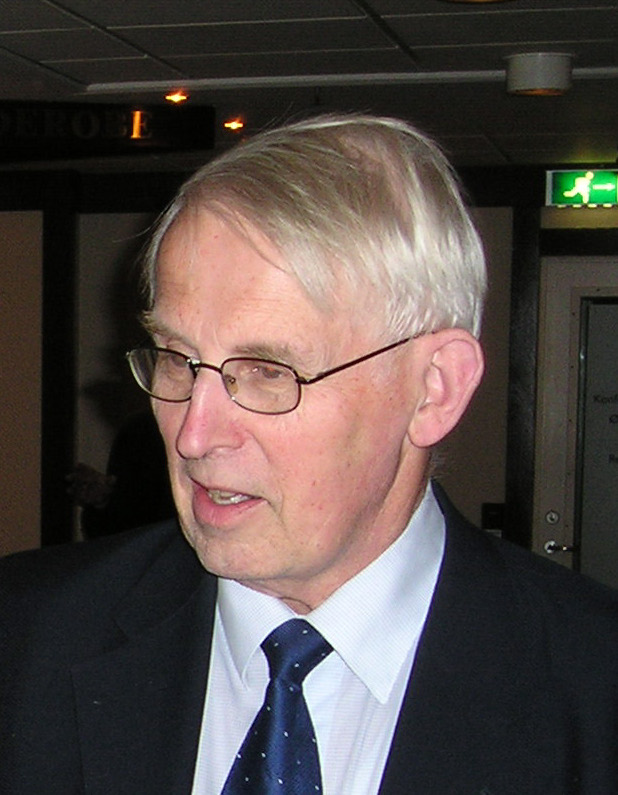
Ole Danbolt Mjøs

Ole Danbolt Mjøs (* 8. März 1939 in Bergen; † 1. Oktober 2013 in Tromsø) war ein norwegischer Mediziner und Professor an der Universität von Tromsø, weiters gehörte er der Christlichen Volkspartei Norwegens (KrF) an und bekleidete in der Funktion mehrere politische Ämter.

## Werdegang
Nach einem Medizinstudium promovierte Mjøs 1972. Drei Jahre später wurde er zum Professor für Physiologie an die Universität Tromsø berufen. Von 1989 bis 1995 war er Präsident der Universität. Er veröffentlichte mehrere Arbeiten über die Herz-Kreislauf-Physiologie und lieferte mit seinen Arbeiten neue Einblicke in die Ursachen des Herzinfarkts. Von 1998 bis 2000 führte er einen vom Staat eingesetzten Ausschuss, das sogenannte Mjøs Committee, das zur Aufgabe hatte die Hochschulbildung in Norwegen zu untersuchen. Die Empfehlungen des Ausschusses bildeten die Grundlage für die Hochschulreform von 2003.
Außerdem war Mjøs von 2003 bis 2008 Mitglied des norwegischen Nobelkomitees zur Ernennung der Träger des Friedensnobelpreises und leitete es. Sein Nachfolger in dieser Position wurde Thorbjørn Jagland.
Mjøs war Träger des Sankt-Olav-Ordens und des Ordens des Löwen von Finnland.